# Framboesia
Framboesia is een tropische infectieziekte die wordt veroorzaakt door een aan de verwekker van syfilis verwante bacterie, de spirocheet Treponema pallidum pertenue. De patiënt ontwikkelt (onder andere) framboos-achtige groeisels op de huid, vandaar de naam.
De ziekte komt in Nederland alleen als importziekte voor en is ook dan nog uiterst zeldzaam. De besmetting kan door een insectenvector of door direct huidcontact optreden. Hoewel het beloop heel anders is, is de ziekte serologisch niet te onderscheiden van syfilis.